# 丹尼斯鎮區 (新澤西州)
丹尼斯鎮區（英語：Dennis Township）是位於美國新澤西州開普梅縣的一個鎮區。

## 地方資料
丹尼斯鎮區的面積為165.41平方千米，當中陸地面積為156.29平方千米，而水域面積為9.12平方千米。根據2020年美國人口普查的數據，當地共有人口6285人，而人口密度為每平方千米38人。